# Dragiša Cvetković
Dragiša Cvetković (cyr. serb. Драгиша Цветковић; ur. 15 stycznia 1893 w Niszu, zm. 18 lutego 1969 w Paryżu) – jugosłowiański polityk pochodzenia serbskiego.
W latach 1939–1941 pełnił funkcję premiera Jugosławii. 25 marca 1941 roku pod naciskiem Niemiec i Włoch podpisał protokół o przystąpieniu Jugosławii do Paktu Trzech. Dwa dni później rząd Cvetkovicia został obalony w wyniku wojskowego zamachu stanu przeprowadzonego przez generała Dušana Simovicia.